# Literární kritika
Literární kritika je pole literární diskuse, které si prostřednictvím recenzí a jiných textů klade za cíl interpretovat, hodnotit a třídit literární díla. Posuzuje přitom jak nově vyšlá díla, tak texty staršího data, chce-li je podrobit novému kritickému pohledu; odborná kritika přitom bere v potaz tendence světové literatury, popř. alespoň určité národní literatury nebo příslušného žánru.
Jednotlivá literární kritika je zpravidla textem, který o určitém literárním díle pojednává. Může být různého rozsahu, od krátkých recenzí přes delší eseje až po kritické zhodnocení např. souborného díla určitého autora (monografie). Kratší texty, nejčastěji o nových či nově přeložených literárních dílech, vycházejí zpravidla v literárních časopisech či na literárních serverech.
V evropském prostředí je poměrně zřetelné rozhraní mezi literární kritikou a literární vědou (či literární teorií), zatímco v anglicky mluvících zemích je tato hranice tenká a všechny obory často spadají pod označení literary criticism („literární kritika“). Jednotlivé proudy v literární vědě nicméně často ovlivňují argumentaci konkrétních literárně-kritických textů. Mohou sloužit i k propagandistickým cílům, zejména v totalitních režimech.
Literární kritika existuje od starověku, avšak moderní evropská literární kritika se objevuje na přelomu 18. a 19. století; ve středoevropském prostoru je spjatá zejména s německým romantismem a okruhem okolo Friedricha Schlegela. Kritikou se často zabývají i významní spisovatelé; mezi velké kritiky patří např. Heinrich Heine, Vissarion Belinskij, Benedetto Croce, F. X. Šalda, T. S. Eliot, Karl Kraus, György Lukács, Jorge Guillén a další.